# Жирховка
Жирховка (бел. Жырхаўка) — деревня в Новомарковичском сельсовета Жлобинского района Гомельской области Белоруссии.
Около деревни залежи глины.

## География

### Расположение
В 36 км на юг от районного центра и железнодорожной станции Жлобин (на линии Бобруйск — Гомель), 80 км от Гомеля.

## Гидрография
На востоке сеть мелиоративных каналов, соединённых с рекой Березина (приток реки Днепр).

## Транспортная сеть
Транспортные связи по просёлочной, затем автомобильной дороге Стрешин — Жлобин. Планировка состоит из двух плотно застроенных прямолинейных улиц почти меридиональной ориентации. Застройка деревянная, усадебного типа.

## История
Обнаруженное археологами поселение бронзового века (в восточной части деревни) свидетельствует о заселении этих мест с давних времён. По письменным источникам известна с XIX века как деревня в Стрешинской волости Рогачёвского уезда Могилёвской губернии. С 1880 года действовал хлебозапасный магазин. В 1908 году в наёмном доме открыта школа. В 1909 году 2471 десятина земли, мельница.
В 1931 году организован колхоз. 75 жителей погибли на фронтах Великой Отечественной войны. В феврале 1944 года в деревне размещался полевой госпиталь советских войск. Согласно переписи 1959 года в составе колхоза «Березина» (центр — деревня Новые Марковичи).

## Население

### Численность
- 2004 год — 41 хозяйство, 67 жителей.

### Динамика
- 1858 год — 41 двор, 285 жителей.
- 1897 год — 84 двора, 659 жителей (согласно переписи).
- 1909 год — 104 двора, 803 жителя.
- 1925 год — деревня — 168 дворов; хутор — 13 дворов.
- 1959 год — 573 жителя (согласно переписи).
- 2004 год — 41 хозяйство, 67 жителей.